# Nemzeti Mobilfizetési Zrt.
A Nemzeti Mobilfizetési Zrt. egy 100%-ban állami tulajdonú részvénytársaság, amelyet 2012. október 15-én alapítottak. A társaság a 2011. évi CC. törvény alapján jött létre, amelyet a nemzeti mobilfizetési rendszerről alkottak meg azért, hogy egy XXI. századi innovációs szervezetet hozzanak létre, amely a hazai mobilfizetés egységes rendszerét államilag koordinálja. A Nemzeti Mobilfizetési Zrt. szakmai felügyeletét az Építési és Közlekedési Minisztérium végzi.
Feladata: Korszerű elektronikus és mobilfizetési rendszerek létrehozása.
Célja: Hazai közszolgáltatások kényelmes, biztonságos és költséghatékony mobilfizetéssel történő elérésének biztosítása a lakosság számára. Az állami és önkormányzati hatáskörbe tartozó közlekedési és egyéb közszolgáltatások mobilvásárlás és mobilfizetés útján történő lebonyolítása. Mobilvásárlás és a mobilfizetés széles körű elterjesztése olyan közszolgáltatások esetében is, amelyeknél ez ma még nem létezik. A Nemzeti Elektronikus Jegyrendszer Platformhoz (NEJP) kapcsolódó fejlesztéseivel és szolgáltatásaival képes hozzájárulni ahhoz, hogy Magyarország Európában példaértékű kényelmi megoldást biztosítson a közösségi közlekedésben részt vevő lakosságnak, illetve ahhoz, hogy hazánk sikeresen fejleszthessen átjárható megoldásokat az intelligens közlekedési rendszerek terén.

## Története
A társaság 2012. október 15-én jött létre és feladatául tűzte ki, hogy 2012. május 1-jétől hatályos 2011. évi CC. törvény előírásainak függvényében egy minőségi közszolgáltatási és mobilfizetési kultúrát valósítson meg a lakosság számára, és ezáltal a hazai közszolgáltatásokat biztonságosan, kényelmesen, költséghatékonyan tegye elérhetővé a mobilfizetés által.
A cég stratégiai célkitűzése az, hogy az ország teljes lakossága számára elérhetővé tegyen egy olyan közszolgáltatást, a Nemzeti Mobilfizetési Rendszer által, amelyhez azok is hozzáférhetnek, akik a társadalom kevésbé képzett rétegeihez tartoznak, és ezeket az új potenciális ügyfeleket ösztönözze a mobilfizetés használatára.
Az Országgyűlés 2020. december 15. napján elfogadta az „Egyes közszolgáltatások egységes elektronikus értékesítéséről” szóló 2020. évi CXLV. törvényt, amely 2021. január 1. napján lépett hatályba, és amely hatályon kívül helyezte a korábbi nemzeti mobil fizetési rendszerről szóló 2011. évi CC. törvényt („Nmftv.”). A 2020. évi CXLV. törvény az országosan egységes elektronikus értékesítési platform üzemeltetését új, koncessziós rendszerben biztosítja a nyilvános koncessziós pályázat nyertese és az állam között létrejövő koncessziós szerződés alapján. A koncessziós szerződésben meghatározott szolgáltatásnyújtás kezdő időpontjáig az egységes rendszer működtetését jogszabályi kijelölés alapján továbbra is a Nemzeti Mobilfizetési Zrt. végzi változatan feltételek mellett.

## Jogszabályok
- 2011. évi CC. törvény a nemzeti mobil fizetési rendszerről
- 356/2012. (XII. 13.) Korm. rendelet a nemzeti mobil fizetési rendszerről szóló törvény végrehajtásáról
- 2020. évi CXLV. törvény egyes közszolgáltatások egységes elektronikus értékesítéséről
- A Nemzeti Mobilfizetési Zrt. jogszabályi háttere